# Borstelmol
De borstelmol (Parascalops breweri)  is een zoogdier uit de familie van de mollen (Talpidae). De wetenschappelijke naam van de soort werd voor het eerst geldig gepubliceerd door Bachman in 1842.

## Voorkomen
De borstelmol komt voor in het noordoosten van Noord-Amerika.